# Lê Lợi, Lai Châu
Lê Lợi là một xã thuộc huyện Nậm Nhùn, tỉnh Lai Châu, Việt Nam.

## Địa lý
Địa giới hành chính xã Lê Lợi:
- Phía đông giáp huyện Sìn Hồ
- Phía tây và phía nam giáp tỉnh Điện Biên với ranh giới là sông Đà
- Phía bắc giáp các xã Pú Đao và Nậm Pì.

Xã Lê Lợi có diện tích 32,33 km², dân số năm 2012 là 1.463 người, mật độ dân số đạt 45 người/km².

## Lịch sử
Trước đây, Lê Lợi là một phường thuộc thị xã Lai Châu cũ (nay là thị xã Mường Lay, tỉnh Điện Biên).
Ngày 26 tháng 11 năm 2003, Quốc hội ban hành Nghị quyết số 22/2003/QH11 chia tỉnh Lai Châu cũ thành hai tỉnh Lai Châu và Điện Biên. Theo đó, phần lớn thị xã Lai Châu thuộc tỉnh Điện Biên (đến năm 2005 được mở rộng địa giới hành chính và đổi tên thành thị xã Mường Lay), riêng phường Lê Lợi thuộc địa giới hành chính tỉnh Lai Châu mới.
Ngày 2 tháng 1 năm 2004, Chính phủ ban hành Nghị định số 01/2004/NĐ-CP. Theo đó, giải thể phường Lê Lợi để thành lập xã Lê Lợi và sáp nhập xã Lê Lợi vào huyện Sìn Hồ.
Ngày 2 tháng 11 năm 2012, xã Lê Lợi chuyển sang trực thuộc huyện Nậm Nhùn mới thành lập.